# اتو اشپیگلبرگ
اُتو اشپیگلبرگ (آلمانی: Otto Spiegelberg؛ ‏ ۹ ژانویهٔ ۱۸۳۰ – ۹ اوت ۱۸۸۱) پزشک متخصص زنان و زایمان و استاد دانشگاه اهل آلمان بود. وی دانش‌آموختهٔ رشتهٔ پزشکی در دانشگاه گوتینگن بود و بعدها استاد رشتهٔ پزشکی زایمان در دانشگاه فرایبورگ، دانشگاه کونیگسبرگ و دانشگاه برسلاو شد. او جراح زنان و زایمان بود و مشارکت‌های علمی و عملی مهمی در زمینهٔ روش‌های تشخیص و جراحی تخمدان‌برداری داشت. نام او به‌دلیل تشریح معیارهای اشپیگلبرگ در یادها مانده است. وی مولف کتاب معروف «درسنامهٔ مامایی» بود که در سال ۱۸۸۷ به زبان انگلیسی ترجمه شد.